# Джепин
Джепин (на македонска литературна норма: Џепин; на албански: Zhepini) е село в Северна Македония, в община Струга.

## География
Селото е разположено в северната част на Стружкото поле в подножието на Караорман.

## История
В XIX век Джепин е село в Стружка нахия на Охридска каза на Османската империя. Според статистиката на Васил Кънчов („Македония. Етнография и статистика“) в 1900 година Жебинье има 12 жители българи християни.

## Личности
- Али Муслих, арестуван преди април 1904 година, обвинен, че „участвал в раняването на Тане от Ботун след края на битката с комитска чета по време на въстанието, което се случило в Дебърца“, осъден от Следствения отдел, амнистиран с общата амнистия от 12 април 1904 година[2]